# James A. Robinson
James Alan Robinson  (nascido em 1960) é um economista e cientista político britânico. recebeu o Prêmio de Ciências Econômicas em Memória de Alfred Nobel 2024 